# Georges Radziwiłł (1578-1613)
Jerzy IV Radziwiłł (14 décembre 1578-13 février 1613), castellan de Trakai, de nationalité de la république des Deux Nations, est le fils de Mikołaj Radziwiłł (1546–1589) et de Aleksandra Wiśniowiecka.

## Mariage et descendance
En 1601, il épouse Zofia Zborovska, fille de Jan Zborowski (pl) (1538-1603) et Katarzyna Konarski

## Sources
- Notices d'autorité :   - VIAF
  - Pologne
  - NUKAT

- (pl) Cet article est partiellement ou en totalité issu de l’article de Wikipédia en polonais intitulé « Jerzy Radziwiłł (kasztelan trocki) » (voir la liste des auteurs).